# Die Geheimnisse von Whistler
Die Geheimnisse von Whistler (Originaltitel: Whistler) ist eine kanadische Mysteryserie, die in dem Winterski-Ort Whistler spielt.

## Handlung

### Staffel 1
Whistler gerät aus den Fugen, als der Olympiasieger Beck McKaye im verschneiten Gelände tot aufgefunden wird. Alle Familienmitglieder und Freunde haben ihre eigene Theorie über Becks Tod, nur Becks jüngerer Bruder Quinn glaubt nicht an einen Unfall. Hartnäckig sucht er nach der Wahrheit und entdeckt dabei Tatsachen über Whistlers Einwohner, die er lieber nicht wissen möchte.

### Staffel 2
Nachdem der Mord von Beck aufgeklärt wurde, will Quinn endlich aus dem Schatten seines Bruders hinaus treten und möchte seine eigenen Karriere als Snowboarder starten. Aber neue Geheimnisse und Intrigen bahnen sich an.

## Produktion
Die Dreharbeiten fanden in der Nähe von Vancouver in den Uphill Studios in Langley, B.C statt, die Außenaufnahmen in Whistler.

## Ausstrahlung

### Kanada
Die Serie feierte am 25. Juni 2006 auf CTV seine Premiere. Die zweite Staffel wurde vom 29. September 2007 bis zum 15. Dezember 2007 ausgestrahlt, bevor sie eingestellt wurde.

### Vereinigte Staaten
Die Serie wurde in den USA ab dem 30. Juni 2006 auf The N ausgestrahlt.

### Deutschland
In Deutschland feierte die Serie am 21. November 2009 am Samstagnachmittag auf RTL II Premiere. Jedoch wurde die Serie nach sechs Folgen wegen schlechter Quoten aus dem Programm genommen.

## Besetzung

### Hauptbesetzung
| Schauspieler       | Rollenname     | Hauptrolle | Nebenrolle | Synchronsprecher     |
| ------------------ | -------------- | ---------- | ---------- | -------------------- |
| Jesse Moss         | Quinn McKaye   | 1–26       |            | Tobias Pippig        |
| Amanda Crew        | Carrie Miller  | 1–26       |            | Katharina von Keller |
| Holly Dignard      | Nicole Miller  | 1–26       |            | Christine Pappert    |
| Adam J. Harrington | Ryan McKaye    | 1–26       |            | Clemens Gerhard      |
| Ingrid Kavelaars   | Jen McKaye     | 1–26       |            | Katrin Decker        |
| Christopher Shyer  | Adrien Varland | 1–26       |            | Stephan Benson       |
| David Paetkau      | Beck McKaye    | 1–13       | 14–20, 26  | Christian Stark      |
| Nicholas Lea       | Ethan McKaye   | 1–13       |            | Michael Iwannek      |
| Brendan Penny      | A.J. Varland   | 1–13       |            | Asad Schwarz         |

### Nebenbesetzung
| Schauspieler      | Rollenname           | Staffel | Folge     | Synchronsprecher   |
| ----------------- | -------------------- | ------- | --------- | ------------------ |
| Haley Beauchamp   | Feeney               | 1       | 1–12      | Celine Fontanges   |
| Brandy Ledford    | Shelby Varland       | 1–2     | 2–15      | Marion von Stengel |
| Michaela Mann     | Isabelle             | 1       | 7–11      |                    |
| Tamara Hope       | Leah McLure          | 2       | 14–26     | Anja Stadlober     |
| Ryan Kennedy      | Travis Hollier       | 2       | 14–26     |                    |
| Tommy Lioutas     | John „Griff“ Griffin | 2       | 14–26     |                    |
| Ben Cotton        | Coach Dean Webber    | 2       | 14–26     |                    |
| Kim Hawthorne     | Jada Temple          | 2       | 14–26     |                    |
| Diego Klattenhoff | Derek                | 2       | 14–26     |                    |
| Peter Outerbridge | Peter Varland        | 2       | 19, 22–26 |                    |

## DVD
Zur Serie sind die folgende DVDs erschien:
- Staffel 1: 3. Dezember 2009
- Staffel 2: 15. Januar 2010